# Allocosa munieri
Allocosa munieri este o specie de păianjeni din genul Allocosa, familia Lycosidae. A fost descrisă pentru prima dată de Simon, 1876. Conform Catalogue of Life specia Allocosa munieri nu are subspecii cunoscute.